# Episodi di Panico (prima stagione)
La prima stagione della serie televisiva Panico è andata in onda negli Stati Uniti dal 5 marzo 1957 al 2 luglio 1957 sulla NBC.
| nº | Titolo originale    | Prima TV USA   | Titolo italiano | Prima TV Italia |
| -- | ------------------- | -------------- | --------------- | --------------- |
| 1  | The Priest          | 5 marzo 1957   |                 |                 |
| 2  | The Prisoner        | 12 marzo 1957  |                 |                 |
| 3  | The Boy             | 19 marzo 1957  |                 |                 |
| 4  | The Subway          | 26 marzo 1957  |                 |                 |
| 5  | The Embezzler       | 2 aprile 1957  |                 |                 |
| 6  | The Airline Hostess | 9 aprile 1957  |                 |                 |
| 7  | Nightmare           | 16 aprile 1957 |                 |                 |
| 8  | Two Martinis        | 23 aprile 1957 |                 |                 |
| 9  | Marooned            | 30 aprile 1957 |                 |                 |
| 10 | Courage             | 7 maggio 1957  |                 |                 |
| 11 | Peter and the Tiger | 14 maggio 1957 |                 |                 |
| 12 | The Vigilantes      | 21 maggio 1957 |                 |                 |
| 13 | Child's Play        | 28 maggio 1957 |                 |                 |
| 14 | Hit and Run         | 4 giugno 1957  |                 |                 |
| 15 | Mayday              | 11 giugno 1957 |                 |                 |
| 16 | Botulism            | 18 giugno 1957 |                 |                 |
| 17 | Love Story          | 25 giugno 1957 |                 |                 |
| 18 | Reincarnated        | 2 luglio 1957  |                 |                 |

## The Priest
- Prima televisiva: 5 marzo 1957

### Trama
- Guest star: Marshall Bradford (dottore), Peggy Converse (Mrs. Oliver), Michael Granger (barista), Raymond Greenleaf (George Murray), John Harmon (John Oliver), Ralph Moody (Harry Howell), Anthony Warde (poliziotto), James Whitmore (padre Dolan)

## The Prisoner
- Prima televisiva: 12 marzo 1957

### Trama
- Guest star: Trevor Bardette (Bob Thompson), Paul Birch, Alexander Campbell, William Fawcett, Milton Frome (Security Guard), Jaclynne Greene (Mabel Brester), Vivi Janiss (Rose Duncan), John Mitchum, Tom Powers (Warden), Ray Teal (capo della polizia), Kenneth Tobey (John Edward Brester), Richard Travis

## The Boy
- Prima televisiva: 19 marzo 1957

### Trama
- Guest star: Robert Brubaker (poliziotto), Billy Chapin (Tommy Williams), Ross Elliott (Mr. Williams), Michael Granger (First Stranger), Jim Hayward (Cafe Proprietor), Jack Lambert (Second Stranger), Tyler McVey (addetto al distributore di benzina), Michael Taylor (Billy), Paula Winslowe (Mrs. Field)

## The Subway
- Prima televisiva: 26 marzo 1957

### Trama
- Guest star: Barbara Billingsley (Mrs. Mason), Gene Coogan (Dead Man), John Doucette (Ryker), Eduard Franz (George Mason), Gerry Lock (Secretary), Mort Mills (detective), Frank Richards (Second Gunman), Anthony Warde (detective Sergeant)

## The Embezzler
- Prima televisiva: 2 aprile 1957

### Trama
- Guest star: Whit Bissell (Frank Chambers), Paul E. Burns, Helen Chapman, Ted de Corsia (George Gavin), Russell Hicks (John J. Martin), Stafford Repp (Safe-man), Rolfe Sedan (Thomas Wright)

## The Airline Hostess
- Prima televisiva: 9 aprile 1957

### Trama
- Guest star: Carl Betz (co-pilota Terry Blake), Carolyn Jones (Janet Hunter), Will J. White (capitano Hank Thomas), Paul Picerni (Marvin Henderson), Stephen Bekassy (dottor Reimer), John Bryant (capitano Jenkins), Robert Quarry (padre Malone), Alan Dexter (Jim Wood), Joan Dupuis (Nora Holmes), Margaret Bert (Lydia Smith), Dori Simmons (Felicia Mills), Ted Bliss (John Hay), Hal Callie (Dan Watkins), Sara Taft (Mrs. Tibbs), Ruthie Robinson (Betty)

## Nightmare
- Prima televisiva: 16 aprile 1957

### Trama
- Guest star: Norman Alden (Garage Attendant), Nesdon Booth (passeggero), Willis Bouchey (dottor Reynolds), Argentina Brunetti (Tina D'Alessio), William Challee (Mack), Eduardo Ciannelli (Eduardo D'Alessio), Jim Hayward (Stranger), Fred Kruger (Airline Clerk), Judi Meredith (hostess), Katherine Warren (Mrs. Reynolds)

## Two Martinis
- Prima televisiva: 23 aprile 1957

### Trama
- Guest star: Kent Taylor (Barney Dutton), Irene Hervey (Gretchen Beresford), William Ching (Gil Beresford), Peggy Knudsen (Kit Dutton), Pamela Duncan (Abigail Denning), Vinton Hayworth (Stu McEvoy), Dorothy Dells (Julie), George Cisar (Eddie Lynch), Roy Glenn (William), Lomax Study (Drug Store Clerk)

## Marooned
- Prima televisiva: 30 aprile 1957

### Trama
- Guest star: James Mason, Morgan Mason, Pamela Mason, Portland Mason

## Courage
- Prima televisiva: 7 maggio 1957

### Trama
- Guest star: Paul Burke (dottor David Nelson), Don Haggerty (Fire Captain James Dickens), Trevor Bardette (John Tunney), Parley Baer (padre Francis Kenney), Raymond Greenleaf (dottor Thomas Mead), Tyler McVey (pompiere), Roy Glenn (Eber), Bill Erwin (Interne)

## Peter and the Tiger
- Prima televisiva: 14 maggio 1957

### Trama
- Guest star: Richard Eyer (Peter Harrison), Kasey Rogers (Mrs. Harrison), Jean Byron (Miss Flanders), Mel Koontz (Redbeard), Robert Anderson (ufficiale Kelly Thompson), Barry Cahill (camionista), Bill Walker (Mr. Anderson), Harry Lewis (Dan Harrison), Hugh Lawrence, Philip Grayson (Sammy Stuart), David Saber (Butch), Marshall Kent (Circus Exhibitor)

## The Vigilantes
- Prima televisiva: 21 maggio 1957

### Trama
- Guest star: John Anderson (sceriffo), Lawrence Dobkin (Brannan), Robert Douglas (Thomas Burdue / James Stuart), Bill Erwin (McGilbert), Boyd 'Red' Morgan (Morgan), Dan Riss (Coleman), Chuck Roberson (Sam Glen)

## Child's Play
- Prima televisiva: 28 maggio 1957

### Trama
- Guest star: Richard Erdman (Henry Moss), Peggy Maley (Mary), Fay Roope (Charlie Jennings), Jean Ruth (Florence), Jody Warner (Baby Sitter)

## Hit and Run
- Prima televisiva: 4 giugno 1957

### Trama
- Guest star: Robert Hutton

## Mayday
- Prima televisiva: 11 giugno 1957

### Trama
- Guest star: Kathy Garver (Charlene), John Goddard (San Fran), Dale Ishimoto (Tokyo), Richard Jaeckel (Steve Bridges), Keye Luke (Honolulu), Florence Sheen (Loretta), John Trayne (Melbourne), Thomas Wilde (conduttoreage)

## Botulism
- Prima televisiva: 18 giugno 1957

### Trama
- Guest star: Dorothy Adams (Mrs. Ambrose), Mary Carroll (Edna), Joan Forte (Mrs. Milliken), Judd Holdren (Mr. Milliken), Ted Jacques (postino), Barbara Knudson (Beth Bennett), Norman Leavitt, Rudy Lee, Claire Meade (Mrs. Higgins), Hal Taggart, George Taylor (Mr. Ambrose), Marshall Thompson (dottor Bennett)

## Love Story
- Prima televisiva: 25 giugno 1957

### Trama
- Guest star: Darryl Hickman (ragazzo), Lila Lee (Store Keeper), Mary Webster (ragazza)

## Reincarnated
- Prima televisiva: 2 luglio 1957

### Trama
- Guest star: Norman Alden (direttore artistico), June Havoc (June Sullivan), Alan Napier (Hawthorne)